# Fernand Braudel
Fernand Braudel, född 24 augusti 1902 i Gondrecourt-le-Château, Meuse, död 27 november 1985 i Cluses, Haute-Savoie, var en fransk historiker som förändrade den vetenskapen under 1900-talet genom att ta ekonomiska och geografiska aspekter i beaktande. Han var en framstående representant för den historiografiska Annales-skolan.
Braudel studerade vid Institut d'Etudes Politiques de Paris ("Sciences Po"), varpå han 1923 flyttade till Algeriet som då var en fransk koloni, där han undervisade i historia. År 1932 återkom han till Paris och arbetade som gymnasielärare, och blev bekant med Lucien Febvre som startat tidskriften Annales som var mycket inflytelserik och för Braudel själv utvecklande.
Åren 1935–37 deltog han i en fransk kulturdelegation till Brasilien och undervisade vid universitetet i São Paulo. Han lärde då känna Claude Lévi-Strauss.
Han gick med i armén 1939, men tillfångatogs 1940 och var krigsfånge i ett läger i närheten av Lübeck, där han med minnet som hjälp sammanställde sitt stora arbete  La Méditerranée et le Monde Méditerranéen a l'époque de Philippe II. En del av motivationen att skriva har han sagt, var att han som nordbo kommit att älska Medelhavet.
Efter kriget arbetade han tillsammans med Fevre vid École Pratique des Hautes Etudes vid sektionen för forskning om social- och ekonomisk historia. År 1949 utsågs han till professor vid Collège de France, och 1956–72 var han president för sektionen för samhällsvetenskaper vid École Pratique des Hautes Études.
År 1962 skrev han Ecrits sur l'Histoire med föresatsen att det skulle bli en lärobok i historia, men eftersom den tillbakavisade den traditionella historievetenskapens framställningssätt, kunde inte utbildningsdepartementet godkänna den, och därför användes den aldrig som läromedel.
Vid sidan av La Méditerranée är Civilisation Matérielle, Economie et Capitalisme, XVe-XVIIIe i tre band hans mest berömda verk. Den utgavs första gången 1979. Det är en bred skildring av förindustrialismens historia, beskrivet på det sätt som krävdes av den skola som förespråkar kliometrisk metod, som visar hur människor byggde upp ekonomin.
Braudel hävdar att ekonomin genomgår cykler som spänner över långa tidsspann, och att detta uppstod i Europa på 1100-talet. Städer och länder följde varandra som centrum för dessa cykler:  Venedig (1250–1510). Antwerpen (1500–69), Amsterdam (1570–1733), London och England (1733–1896).
Eftersom han förstått vikten av storskaliga socio-ekonomiska faktorers inverkan på historieframställningen, har Braudel kommit att betraktas som en av de viktigaste moderna historikerna. Han räknas även som en föregångare till världssystemteorin.
Suny Binghamton i New York har ett Fernand Braudel Center, och det finns ett Instituto Fernand Braudel de Economia Mundial i São Paulo, Brasilien.
År 1984 invaldes han i Franska akademien, stol 15, där han efterträdde André Chamson. Han avled året därefter, och efterträddes i akademien av Jacques Laurent.